# Capriglio
Capriglio (piemontiul: Cravij) település Olaszországban, Piemont régióban, Asti megyében. Lakosainak száma 307 fő (2023. január 1.). Capriglio Buttigliera d’Asti, Castelnuovo Don Bosco, Cerreto d’Asti, Montafia, Passerano Marmorito és Piovà Massaia községekkel határos.

## Népesség
A település népességének változása:
| Lakosok száma | 287  | 288  | 307  |
|               | 2017 | 2018 | 2023 |